# Borisoglebsk
Borisoglebsk (del ruso: Борисогле́бск) es una ciudad rusa ubicada en la óblast de Vorónezh. Está situada a orillas del río Vorona, cerca de su confluencia con el Jopior, a 200 km al este de Vorónezh.
Dentro de la óblast, el territorio de la ciudad forma un ókrug urbano. En 2021, este territorio tenía 70 407 habitantes, de los cuales 60 687 vivían en la propia ciudad y el resto repartidos en 24 pedanías. Disputa con Rósosh, de población casi idéntica, el estatus de ser la segunda ciudad más poblada de la óblast tras la capital Vorónezh.

## Historia
Borisoglebsk fue creada a mediados del siglo XVII y lleva el nombre de los santos rusos Borís y Gleb. En su origen era una fortaleza para defenderse de los tártaros. La opinión prevalesciente es que se fundó en 1698, aunque otras hipótesis adelantan la fecha a 1646. Era denominada Pávloskaya krépost ("fortaleza de Pável"). Sin embargo, en 1704 fue rebautizada como Borisoglebsk, tras la consagración a estos santos de la primera iglesia construida en la localidad. En 1700 se inició, con el favor del zar Pedro el Grande, la construcción de un astillero, aprovechando los recursos forestales de la región, para los buques de la Armada. La situación cerca del Jopior permitía que estos barcos se unieran por el Don a la flota del mar de Azov.
Alrededor de la década de 1710, Borisoglebsk perdió su importancia militar defensiva. Se convirtió en un centro para el embarque de productos agrícolas para ser trasladados a otras regiones de Rusia. A finales del siglo XVIII, la población alcanzaba los 2000 habitantes. La ciudad recibió el estatus de ciudad en 1779. En la década de 1870 se instalaron en Borisoglebsk las primeras industrias y llegó el ferrocarril.
En 1923, se fundó en la localidad una escuela de aviación militar de la que salieron distinguidos pilotos como Valeri Chkálov, Viktor Talalijin, Aleksandr Rutskói, o Víktor Yevséyev.
De 1954 a 1957, Borisoglebsk formó parte del óblast de Balashov.

## Demografía
| 1897   | 1926   | 1939   | 1959   | 1962   | 1967   | 1970   |
| ------ | ------ | ------ | ------ | ------ | ------ | ------ |
| 22 400 | 39 100 | 52 900 | 54 400 | 57 000 | 62 000 | 63 700 |
| 1979   | 1982   | 1986   | 1989   | 1998   | 2002   | 2009   |
| 67 600 | 67 000 | 68 000 | 72 300 | 69 500 | 69 392 | 64 475 |

## Administración
Dentro de la óblast, es una de las tres ciudades que no pertenece a ningún raión, ya que su término municipal está directamente subordinado a la óblast bajo la forma jurídica de ókrug urbano (Борисоглебский городской округ). Hasta 1996, la ciudad no tenía más territorio propio que su casco urbano, y sus actuales 24 pedanías formaban el raión de Borisoglebsk, del que la ciudad era sede administrativa sin formar parte del mismo. La ciudad limitaba el este con este raión, y al oeste con el raión de Gribánovski. En 1996, el raión de Borisoglebsk se fusionó con la ciudad de Borisoglebsk, dando lugar a un único ayuntamiento urbano con 25 localidades con forma de ókrug urbano.
El ókrug urbano de Borisoglebsk limita al norte con la óblast de Tambov y al noreste con la óblast de Sarátov. Incluye las siguientes 24 pedanías:

El ókrug urbano de Borisoglebsk en el mapa de subdivisiones de la óblast de Vorónezh.

- Pueblo Bogana
- Pueblo Gorelka
- Pueblo Gubarí
- Posiólok Ivánovka
- Posiólok Zveguintsevo
- Posiólok Kalínino
- Pueblo Kalínino
- Pueblo Makashevka
- Pueblo Majrovka
- Posiólok Mirovoi Oktiabr
- Posiólok Miroliudiye
- Pueblo Novovoskresénovka
- Pueblo Petróvskoye
- Posiólok Podstiopki
- Posiólok Rostan
- Aldea Seloma
- Pueblo Starovoskresénovka
- Pueblo Tantsyrei
- Pueblo Tretyakí
- Pueblo Tiukovka
- Pueblo Ulyánovka
- Posiólok Chibizovka
- Pueblo Chigorak
- Posiólok Churilovka

## Economía y transporte
Actualmente, Borisoglebsk es el centro de un área de cultivo del trigo. Entre otros sectores destaca el de la elaboración de equipos y piezas para la maquinaria agrícola. También existen empresas dedicadas a la alimentación y al sector textil.
En un cruce de carreteras, por la localidad pasan la A144 y la M6. En cuanto al tráfico ferroviario, la ciudad cuenta con una estación de ferrocarril con conexiones, entre otras, a Volgogrado o Lípetsk.

## Personalidades
- Mitrofán Nedelin (1902-1960), comandante de artílleria.

## Ciudades hermanadas
- Delmenhorst, Alemania.